# Claes Ljungmark
Claes Ivar Ljungmark (Göteborg, 14 marzo 1954) è un attore svedese, vincitore del premio Guldbagge come miglior attore nel 2010.

## Biografia
Durante gli studi superiori nella sua città natale, si iscrive a un corso di recitazione. Termina gli studi in medicina anticipatamente per dedicarsi interamente al teatro. Assunto come macchinista nel principale teatro di Göteborg, affianca al lavoro la pratica attoriale con un gruppo di Uppsala. Nel 1976 si iscrive alla facoltà di arte drammatica, dove consegue il diploma nel 1980. Si trasferisce quindi a Stoccolma per entrare nella compagnia del teatro stabile nazionale, dove rimane fino al 2006.

## Filmografia

### Cinema
- SOPOR, regia di Tage Danielsson (1981)
- Tuppen, regia di Lasse Hallström (1981)
- Livsfarlig film, regia di Suzanne Osten (1988)
- Joker, regia di Sune Lund-Sørensen (1991)
- 13-årsdagen, regia di Ella Lemhagen – cortometraggio (1994)
- I natt går Jorden under, regia di Anders Gustafsson – cortometraggio (1994)
- Gränsen, regia di Reza Parsa – cortometraggio (1995)
- Vendetta, regia di Mikael Håfström (1995)
- Drömprinsen - Filmen om Em, regia di Ella Lemhagen (1996)
- Ondt blod, regia di Carsten Fromberg (1996)
- De største helte, regia di Thomas Vinterberg (1996)
- Under ytan, regia di Daniel Fridell (1997)
- Före stormen, regia di Reza Parsa (2000)
- Viktor och hans bröder, regia di Mårten Klingberg – cortometraggio (2002)
- Delitti - Tracce Allusive (Skenbart - En film om tåg), regia di Peter Dalle (2003)
- Lilla Jönssonligan och stjärnkuppen, regia di David Berron (2006)
- Mentor, regia di Jörgen Bergmark – cortometraggio (2006)
- Tennis är livet, regia di Joen Windahl – cortometraggio (2009)
- Una soluzione razionale (Det enda rationella), regia di Jörgen Bergmark (2009)
- Utan snö, regia di Magnus von Horn – cortometraggio (2011)
- Call Girl, regia di Mikael Marcimain (2012)
- Rendez-vous à Kiruna, regia di Anna Novion (2012)
- Den som söker, regia di Johan Lundh (2013)
- Carl Mørck - 87 minuti per non morire (Kvinden i buret), regia di Mikkel Nørgaard (2013)
- En levande själ, regia di Henry Moore Selder – cortometraggio (2014)
- Micke & Veronica, regia di Staffan Lindberg (2014)
- Borg McEnroe, regia di Janus Metz (2017)
- La spia (Spionen), regia di Jens Jønsson (2019)
- Stockholm Bloodbath, regia di Mikael Håfström (2023)
- Den svenska torpeden, regia di Frida Kempff (2024)
- Avståndet till månen, regia di Henry Moore Selder – cortometraggio (2024)

### Televisione
- Som ni vill ha det, regia di John Caird – film TV (1986)
- Vägg i vägg – serie TV, 6 episodi (1986)
- Idag röd, regia di Jonas Cornell – film TV (1987)
- Behöriga äga ej tillträde, regia di Britt Olofsson – film TV (1988)
- S*M*A*S*H – miniserie TV, episodio 1x06 (1990)
- Den svarta cirkeln – miniserie TV, episodi 1x03-1x04 (1990)
- Guldburen – miniserie TV, episodi 1x03-1x04 (1991)
- Din vredes dag – serie TV, episodio 1x06 (1991)
- Botgörarna, regia di Mikael Håfström – film TV (1992)
- Incidente mortale (Den gråtande ministern) – miniserie TV, episodio 1x03 (1993)
- Rosenbaum  – serie TV, episodio 1x03 (1993)
- Tomtemaskinen – serie TV, episodio 1x22 (1993)
- Den vite riddaren – miniserie TV, episodi 1x02-1x03-1x04 (1994)
- Fallet Paragon – miniserie TV, episodi 1x01-1x02 (1994)
- Rederiet – serie TV, 18 episodi (1994-1996)
- Sjukan – serie TV, episodio 1x07 (1995)
- Arne Anka - En afton på Zekes, regia di Magnus Egler e Anders Öhrn – film TV (1996)
- Anna Holt - Polis – serie TV, episodi 1x05-1x06 (1996)
- Chock – serie TV, episodio 1x01 (1997)
- Min vän shejken i Stureby – miniserie TV, episodi 1x01-1x02-1x03 (1997)
- Kvinnan i det låsta rummet – miniserie TV, episodi 1x01-1x02-1x03 (1998)
- Stormen, regia di Göran Stangertz – film TV (1998)
- Pappas flicka – serie TV, episodio 2x10 (1998)
- c/o Segemyhr – serie TV, episodio 3x03 (1999)
- En dag i taget – serie TV, episodi 1x01-2x03 (1999-2001)
- Det grovmaskiga nätet – serie TV, episodi 1x01-1x02 (2000)
- Jesus lever, regia di Bengt Johansen – film TV (2000)
- Återkomsten – miniserie TV, episodi 1x01-1x02-1x03 (2001)
- Kvinna med födelsemärke – miniserie TV, episodi 1x01-1x02-1x03 (2001)
- Skeppsholmen – serie TV, episodio 1x05 (2002)
- Hjälp! Rånare!, regia di Simon Kaijser – film TV (2002)
- Tusenbröder – serie TV, episodi 1x01-1x02-1x03 (2003)
- Supersnällasilversara och Stålhenrik – serie TV, episodio 1x01 (2005)
- Kommissionen – serie TV, episodi 1x02-1x03-1x07 (2005)
- Medicinmannen – miniserie TV, episodi 1x01-1x02-1x05 (2005)
- God morgon alla barn – miniserie TV, episodi 1x01-1x02-1x03 (2005)
- Höök – serie TV, episodi 1x06-1x07 (2007)
- August, regia di Stig Larsson – film TV (2007)
- Andra Avenyn – serie TV, 19 episodi (2007-2010)
- Sthlm – serie TV, episodio 1x04 (2008)
- Hotell Kantarell – serie TV, episodio 2x06 (2008)
- Wallander – serie TV, episodio 2x13 (2010)
- Anno 1790 – serie TV, episodio 1x06 (2011)
- Arne Dahl: Misterioso – miniserie TV, episodi 1x01-1x02 (2011)
- Bibliotekstjuven – miniserie TV, episodi 1x01-1x02-1x03 (2011)
- Arne Dahl: Ont blod – miniserie TV, episodi 1x01-1x02 (2012)
- Arne Dahl: Upp till toppen av berget – miniserie TV, episodi 1x01-1x02 (2012)
- Arne Dahl: De största vatten – miniserie TV, episodi 1x01-1x02 (2012)
- Arne Dahl: Europa Blues – miniserie TV, episodi 1x01-1x02 (2012)
- Farliga drömmar, regia di Molly Hartleb – film TV (2013)
- Omicidi a Sandhamn (Morden i Sandhamn) – miniserie TV, episodi 4x01-4x02-4x03 (2014)
- Den fjärde mannen – miniserie TV, episodio 1x02 (2015)
- Welcome to Sweden – serie TV, episodi 2x02-2x07 (2015)
- Beck – serie TV, episodi 5x07 (2016)
- Bedrag – serie televisiva, 19 episodi (2016-2017)
- Farang – serie televisiva, episodio 1x08 (2017)
- Black Widows – serie televisiva, episodio 2x08 (2017)
- Saltön – serie televisiva, 4 episodi (2017)
- Jul i Blodfjell – miniserie televisiva, 24 episodi (2019)
- Fartblinda – serie televisiva, 4 episodi (2019)
- Roslund & Hellström: Box 21 – miniserie televisiva, 4 episodi (2020)
- Top Dog – serie televisiva, episodi 1x04-1x05-1x08 (2020)
- White Wall – serie televisiva, episodi 1x03-1x05-1x08 (2020)
- LasseMajas detektivbyrå – serie televisiva, episodio 1x04 (2020)
- North Sea Connection – serie televisiva, 6 episodi (2022)
- Blackout - Fuga da Stoccolma (STHLM Blackout) – serie televisiva, episodi 1x01-1x02-1x04 (2024)

## Doppiaggio
- Voci varie in Riksorganet
- Voce in Nasse
- Lars Mikkelsen in The Witcher

## Doppiatori italiani
Nelle versioni in italiano delle opere in cui ha recitato, Claes Ljungmark è stato doppiato da:
- Marco Mete in Borg McEnroe
- Pieraldo Ferrante in La spia
- Luca Biagini in Una soluzione razionale[1]

## Riconoscimenti
- Guldbagge
  - 2010 – Miglior attore per Una soluzione razionale